# Thinopteryx coreae
Thinopteryx coreae är en fjärilsart som beskrevs av Eugen Wehrli 1939. Thinopteryx coreae ingår i släktet Thinopteryx och familjen mätare. Inga underarter finns listade i Catalogue of Life.